# Codicele Voronețean
Codicele Voronețean este un manuscris datând din secolul al XVI-lea, care se păstrează la Biblioteca Academiei Române din București, sub cota ms. rom. 448, și face parte dintre cele mai vechi texte românești scrise în grai rotacizant.

## Generalități
A fost descoperit de Grigore Crețu, în 1871, la Mănăstirea Voroneț din Bucovina. Manuscrisul, în format in-8º, conține 85 de file întregi și o încă filă din care s-a conservat doar colțul superior stâng. Cuprinde un fragment din Faptele apostolilor, de la capitolul 18, versetul 14, până la sfârșit, epistola lui Iacob, prima epistolă a lui Petru, în întregime, și a doua epistolă a lui Petru până la capitolul 2, versetul 9. Textul este o copie, iar nu autograful traducătorului.
Manuscrisul a fost editat de I. G. Sbiera (1885) și de Mariana Costinescu (1981).

## Datare
S-au vehiculat, începând din 1885, diferite opinii privitoare la datarea textului: secolul al XV-lea (Aron Densușianu), cca 1500 (G. Pascu), începutul secolului al XVI-lea (Alexandru Philippide), prima jumătate a secolului al XVI-lea (Al. Procopovici, I.-A. Candrea), a doua jumătate a secolului al XVI-lea (O. Densusianu, P. P. Panaitescu). Primul editor al manuscrisului, I. G. Sbiera, data manuscrisul în cca 1423-1550, după grafie, și în cca 1505-1525, după filigran. Pe baza unui examen riguros al filigranelor hârtiei, în care marca mistrețului se regăsește în 7 variante, Alexandru Mareș a dedus, mai recent, că manuscrisul a fost copiat în intervalul 1563-1583.

## Filiație și localizare
Traducerea s-a efectuat după un original slavon, aparținând redacției a patra a Apostolului. Versiunea românească urmează un model de redacție mediobulgară. Nu este exclusă, pentru unele soluții de traducere, nici folosirea parțială a unui izvor latin.
Mult timp s-a acreditat ideea, susținută de Nicolae Iorga, I.-A. Candrea, Alexandru Rosetti, P. P. Panaitescu, că Apostolul voronețean a fost scris, alături de celelalte texte rotacizante (Psaltirea Scheiană, Psaltirea Voronețeană și Psaltirea Hurmuzaki), în Maramureș și în  nordul Ardealului. Cercetările din ultimele decenii, întreprinse de către Ion Gheție și de către alți lingviști, au abandonat teoria maramureșeană și au stabilit că traducerea a fost alcătuită în partea sud-vestică a țării, iar copia a fost efectuată în Moldova.

## Particularități lingvistice
- Principala trăsătură fonetică a textului este rotacizarea lui n intervocalic, în situația în care provine dintr-un n latin simplu și nu este urmat de e sau i în hiat. Exemple: binre, bunru, demânreața, demâreața, verirul.

- Lexicul Codicelui prezintă o serie de cuvinte dispărute din limba actuală, puțin cunoscute sau dialectale:
  - de origine latină: adăsta „a aștepta”, agru „câmp, pământ cultivat”, fur „hoț”, lucoare „strălucire”, vărgură „fecioară”, via „a trăi, a locui”, sicareu „ucigaș plătit”;
  - de origine slavă: besedui „a sta de vorbă”, dosădi „a insulta”, hlipi „a suspina”, podobnic „imitaror”, prișlet „peregrin”, zboriște „loc de întrunire, teatru”;
  - de origine maghiară: feleleat „mărturie, răspuns”, fuglu „prizonier”, tar „încărcătură”.